# کاسترخریس
کاسترخریس (به اسپانیایی: Castrojeriz) یک شهرستان در اسپانیا است که در کاستیا و لئون واقع شده‌است.

## خصوصیات
کاسترخریس ۱۳۶ کیلومترمربع مساحت و ۸۴۹ نفر جمعیت دارد و ۸۰۴ متر بالاتر از سطح دریا واقع شده‌است.